# Вишни Кубин
Вишни Кубин (слч. Vyšný Kubín) насељено је мјесто са административним статусом сеоске општине (слч. obec) у округу Долни Кубин, у Жилинском крају, Словачка Република.

## Становништво
| Година:    | 1994. | 2004.    | 2014.    | 2024.    |
| ---------- | ----- | -------- | -------- | -------- |
| Број људи: | 503   | 561      | 722      | 853      |
| Разлика:   |       | +11,53 % | +28,69 % | +18,14 % |

| Година:    | 2023. | 2024.   |
| ---------- | ----- | ------- |
| Број људи: | 817   | 853     |
| Разлика:   |       | +4,40 % |

Према подацима о броју становника из 2011. године насеље је имало 662 становника.